# Uriel Antuna
Pour les articles homonymes, voir Uriel (homonymie).
Uriel Antuna est un footballeur international mexicain né le 21 août 1997 à Gómez Palacio. Il joue au poste d’ailier aux Tigres UANL.

## Biographie

### En club
Le 12 juillet 2017, le club de Manchester City annonce la signature d'Antuna pour quatre saisons.
Lors de la saison 2019, il inscrit six buts en MLS avec le club du LA Galaxy.

### En équipe nationale
Avec les moins de 20 ans, il participe au championnat de la CONCACAF des moins de 20 ans en 2017. Lors de cette compétition, il est titulaire et joue cinq matchs. Il se met en évidence en inscrivant un triplé lors du dernier match contre le Salvador. Il participe ensuite quelques mois plus tard à la Coupe du monde des moins de 20 ans organisée en Corée du Sud. Lors du mondial junior, il dispute cinq rencontres. Il délivre une passe décisive lors du premier match de poule contre le Vanuatu. Le Mexique s'incline en quart de finale face à l'équipe d'Angleterre.
Le 13 novembre 2017, il figure pour la première fois sur le banc des remplaçants de l'équipe nationale A, mais sans entrer en jeu, lors d'un match amical contre la Pologne (victoire 0-1). Il doit finalement attendre le 6 juin 2019 pour faire ses débuts officiels avec l'équipe du Mexique, lors d'une rencontre amicale face au Venezuela. Antuna se met de suite en évidence en délivrant une passe décisive (victoire 3-1).
Il participe quelques jours plus tard à la Gold Cup 2019 organisée conjointement par les États-Unis, le Costa Rica et la Jamaïque. Lors de cette compétition, il est titulaire et joue six matchs. Il s'illustre en marquant un triplé lors du premier match de poule contre Cuba. Il marque ensuite un nouveau but contre la Martinique. Le Mexique remporte le tournoi en battant les États-Unis en finale. A noter qu'Antuna délivre également deux passes décisives lors de cette Gold Cup.
Le 14 novembre 2022, il est sélectionné par Gerardo Martino pour participer à la Coupe du monde 2022.

## Palmarès

### Mexique
- Vainqueur de la Gold Cup en 2019 et 2023